# Cruviers-Lascours
Cruviers-Lascours é uma comuna francesa na região administrativa de Occitânia, no departamento de Gard. Estende-se por uma área de 5,52 km². Em 2010 a comuna tinha 710 habitantes (densidade: 128,6 hab./km²).